# Яковос Хаджиконстантіну
Яковос Хаджиконстантіну (порт. Iacovos Hadjiconstantinou, 17 листопада 1994) — бразильський плавець.
Учасник Олімпійських Ігор 2016 року.